# Nemopistha hennini
Nemopistha hennini là một loài côn trùng trong họ Nemopteridae thuộc bộ Neuroptera. Loài này được Navás miêu tả năm 1911.